# Sint-Michiel-en-Sint-Petruskerk
De Antwerpse parochiekerk St.-Michiel (en St.-Pieter) is gelegen aan de Amerikalei op de grens van de wijken Zuid-Museum en Brederode. Het is een driebeukige kruisbasiliek met overwegend neoromaanse elementen, gebouwd in de periode 1893-97. De kerk werd ontworpen door Frans Van Dijk die ook het Koninklijk Museum voor Schone Kunsten en het Fotomuseum vorm gaf. De kerk wordt gerekend tot de Monumentale Kerken in het Bisdom Antwerpen.

## Geschiedenis
De geloofsverkondiger Sint-Amandus was in de 7de eeuw zeer actief in onze landstreken. De eerste kerk die hij te Antwerpen nabij de burcht oprichtte, werd gewijd aan de heiligen Petrus en Paulus.
Anno 836 vielen de Vikingen Antwerpen binnen en vernielden de stad. Na hun inval werd het kerkje van Sint-Petrus & Sint-Paulus vervangen door een nieuwe kerk met de aartsengel Michaël ("beschermer tegen de draak") als patroonheilige.
Drie eeuwen later, in 1124, stichtte Sint-Norbertus op de rechter Schelde-oever (vermoedelijk nabij de Kloosterstraat) de Sint-Michielsabdij. Hij verbond de abdijgemeenschap aan de toenmalige kerk van Sint-Michaël.
Ingevolge de Franse Revolutie werd deze abdij in 1794 afgeschaft en zelfs ten dele met de grond gelijk gemaakt.
Zeventig jaar later, wegens de stadsuitbreiding, werden de Spaanse vestigen gesloopt en op de vrijgekomen plaats werden de "leien" aangelegd, die het noorden van de stad met het zuiden verbonden.
In het zuiden bloeide een nieuwe wijk en ontstond nood aan een kerkgebouw.
De "Société Anonyme du Sud d'Anvers" die ter plaatse bouwactiviteiten had, schonk aan het bisdom de nodige grond voor de constructie van de nieuwe kerk.
Met de namen van de verdwenen kerken in het geheugen, besliste men dat de nieuw op te richten kerk "Sint-Michaël & Sint-Petrus" zou heten.
Naar analogie met de bouwgeschiedenis van de Sint-Norbertuskerk te Antwerpen werd ook op "'t Zuid" eerst een voorlopige kapel gebouwd. Deze werd in 1883 verwezenlijkt door bouwmeester Frans Baeckelmans. Drie jaar nadien ontstond officieel de nieuwe parochie ingevolge een Koninklijk Besluit. De pastoor van die parochie, Hendrik Kintsschots, en de Antwerpse schepen Arthur Van den Nest, ijverden voor een bijzondere kerk in basiliekstijl, geïnspireerd door het werk van de Franse architect Paul Abadie (°Parijs, 9 november 1812, † Chatou, 3 augustus 1884). Deze laatste had onder meer de Sacré-Coeur van Parijs (Montmartre) ontworpen.
Na een studiereis in Frankrijk en Italië, kwamen pastoor Kintsschots en architect Frans Van Dijk (°Berchem, 11 oktober 1853, † Merksem, 7 juli 1939) overeen om een unieke kerk te bouwen die een combinatie zou vormen van neoromaanse en Byzantijnse stijl. Het interieur van die kerk was in bouwopzicht voornamelijk geïnspireerd op de Parijse kerk "Saint-Pierre de Montrouge" (14de arrondissement).
In 1893 werd de bouw van "Sint-Michaël & Sint-Petrus" aangevat. De financiële middelen werden geleverd door de parochianen, de staat, de provincie en de stad, en voor een buitengewoon groot deel door de broer van de pastoor.
De wijding geschiedde op 4 mei 1897 door kardinaal Petrus Lambertus Goossens, aartsbisschop van Mechelen, maar de binnenafwerking bleef nog vele jaren uit. Het versieren en inrichten van het interieur zou decennia duren, doch zou steeds uitgevoerd worden conform met het originele ontwerp.
De kerk werd aan de twee zijbeuken ingesloten tussen woningen; de westelijke gevel gaf uit op de toenmalige Tentoonstellingslaan (genaamd naar de wereldtentoonstelling in Antwerpen, anno 1885) (thans: kant Amerikalei); de oostelijke gevel gaf uit op de Cuylitsstraat alwaar gebouwen werden ingericht voor een sociaal doel: meisjespatronaat, kinderheil en dito tuin, zondagsschool, enzovoort. Deze werden in 1921 ingewijd door kardinaal Désiré-Joseph Mercier.

## Architectuur en binneninrichting
De kerk is over het algemeen gebouwd in eclectische stijl met daarin hoofdzakelijk neoromaanse en Byzantijnse elementen. De westelijke gevel (dit is de voorgevel), aan de Amerikalei, heeft in de eerste plaats een Romaans uitzicht. Het timpaan "Majestas Domini" werd in 1897 gebeeldhouwd door de Antwerpenaar Jan Gerrits die zijn bekwaamheden in vele kerken bewezen heeft. In het midden van dit timpaan ziet men een Christusfiguur die in de linkerhand het "Boek des Levens" toont. Er omheen staan de symbolische voorstellingen van de vier evangelisten: adelaar, stier, leeuw en engel.
De achtergevel en de 70 meter hoge toren, grotendeels in rode baksteen, hebben eveneens Romaanse elementen (boogvensters). Daarenboven treft men er kenmerken aan, van Venetiaanse campaniles. De ronde zuilengalerij bovenaan de toren wordt afgedekt met een leienconstructie in de vorm van een pijnappel.
Binnen, in de kerk zijn het middenschip, de kruisbeuk en de viering hoog uitgewerkt; de zijbeuken hebben ongeveer de halve hoogte van de middenbeuk. De aanzienlijke hoogte van het geheel laat een groot aantal vensters toe, waardoor de kerk baadt in overvloedig licht.
De gewelven ter hoogte van de viering zijn gebouwd op groen granieten zuilen uit de Vogezen; deze van het schip leunen op prachtige roodbruine granieten zuilen uit Zweden.
De gebeeldhouwde kapitelen zijn -zoals het timpaan- het oeuvre van Jan Gerrits.
De gewelven van het hoogkoor en van de twee zijkapellen zijn bekleed met mozaïek van verguld materiaal, in 1899 geplaatst door de firma Salviati uit Venetië, naar een ontwerp van de Antwerpse architect Henry Redig (ook genoemd: Hendrik Redig, 1817-1896).
Het mozaïek in de apsis stelt de tronende Christus voor, die het "Boek des Levens" houdt: "Ego sum Lux mundi". Hij staat afgebeeld, vergezeld door de twaalf apostelen.
Het lag oorspronkelijk in de bedoeling een groter plafonddeel met verguld materiaal te versieren, maar omwille van de kostprijs kon dit nooit
verwezenlijkt worden. De aanwezige vergulde mozaïeken doen denken aan 11e-eeuwse en 12e-eeuwse versieringen, zoals die voorkomen in Italiaanse kerken.
In de viering staan vergulde beelden, omstreeks 1900 gemaakt door de befaamde beeldhouwers A. & P. De Roeck en Jean-Baptist Van Wint. In de zijkapellen treft men eveneens dergelijke beelden aan.
Het tabernakel dat een voorstelling geeft van het Lam Gods, werd door de Antwerpse kunstsmid J. Junes onder meer versierd met bergkristal.
Links en rechts naast het koor staan twee ambo's uit 1920, eveneens vervaardigd in wit marmer.
De wit marmeren preekstoel dateert van 1905. Hij rust aan de voorkant op twee staande leeuwtjes in blauw marmer.
In de muren van de zijbeuken zijn zes biechtstoelen gebouwd, die gedeeltelijk omkaderd zijn met wit marmer en zuiltjes in donkere kleuren. Erboven ziet men een mozaïekvoorstelling:
- de wenende Petrus;
- de slangenbeet;
- de oprijzende feniks;
- de ark te water;
- de Goede Herder;
- Alfa - Omega.

De kruisweg uit 1903 bestaat uit veertien staties en is vervaardigd uit metalen platen van messing. Hij is het werk van de graveur Mauquoy naar de kartons van Hendrik Redig.
Vermeldenswaard zijn nog de mozaïekvoorstellingen van Sint-Michaël, in de kerk, boven de hoofdingang, en van Sint-Petrus, boven de zijingang.

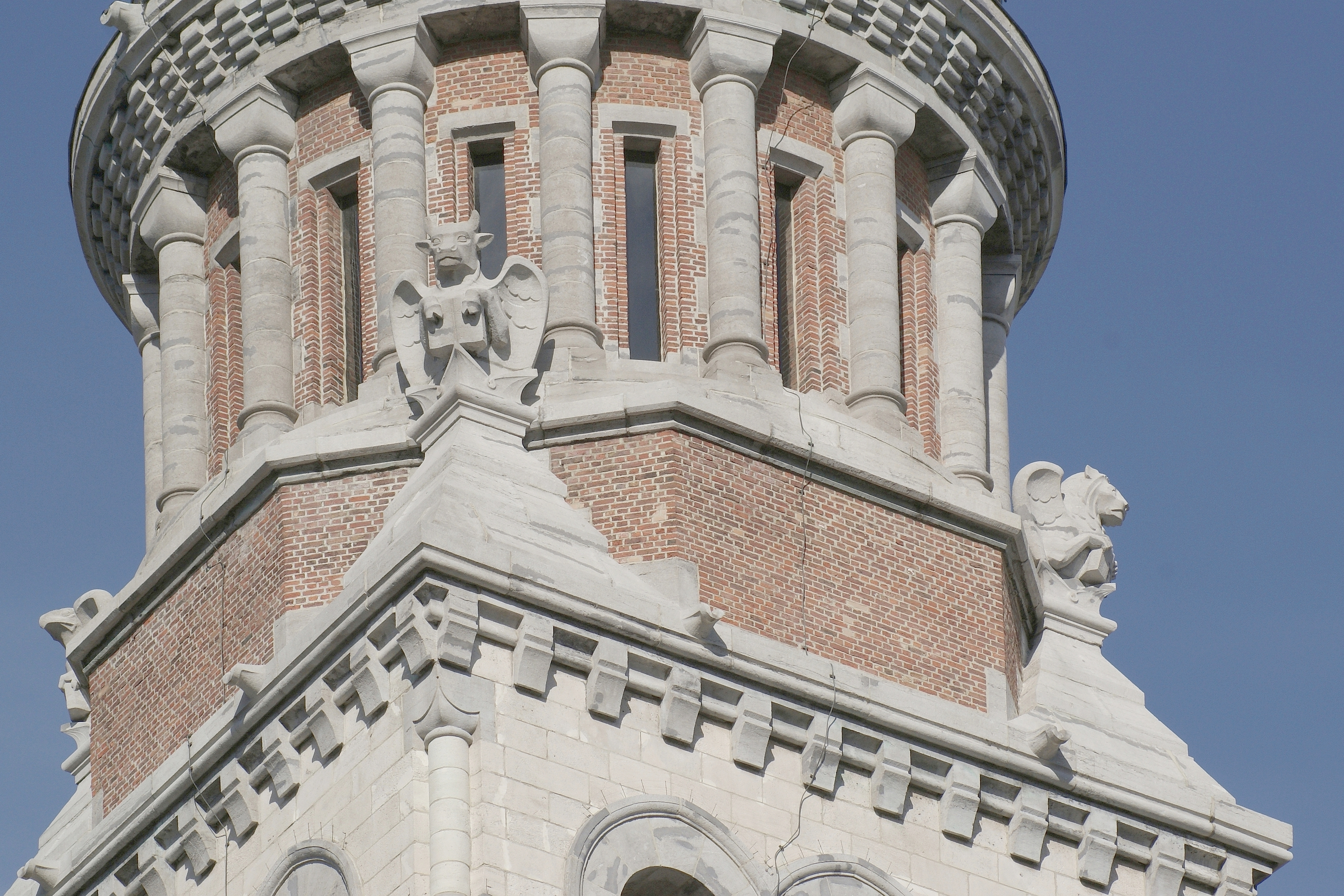
Detail van de toren met Romaanse en Venetiaanse elementen (Achterbouw in de Cuylitstraat)
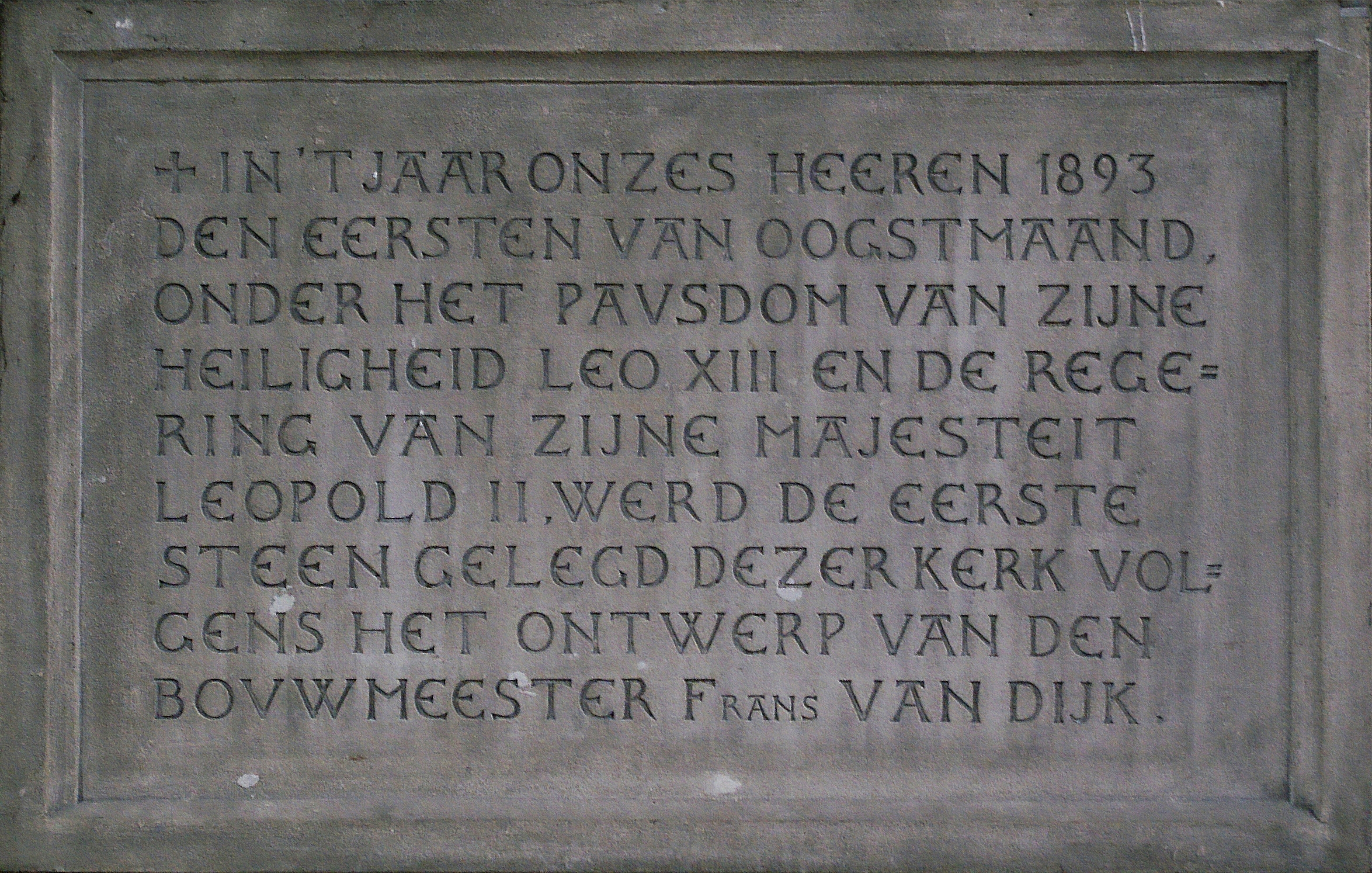
Gedenksteen van de eerstesteenlegging anno 1893.
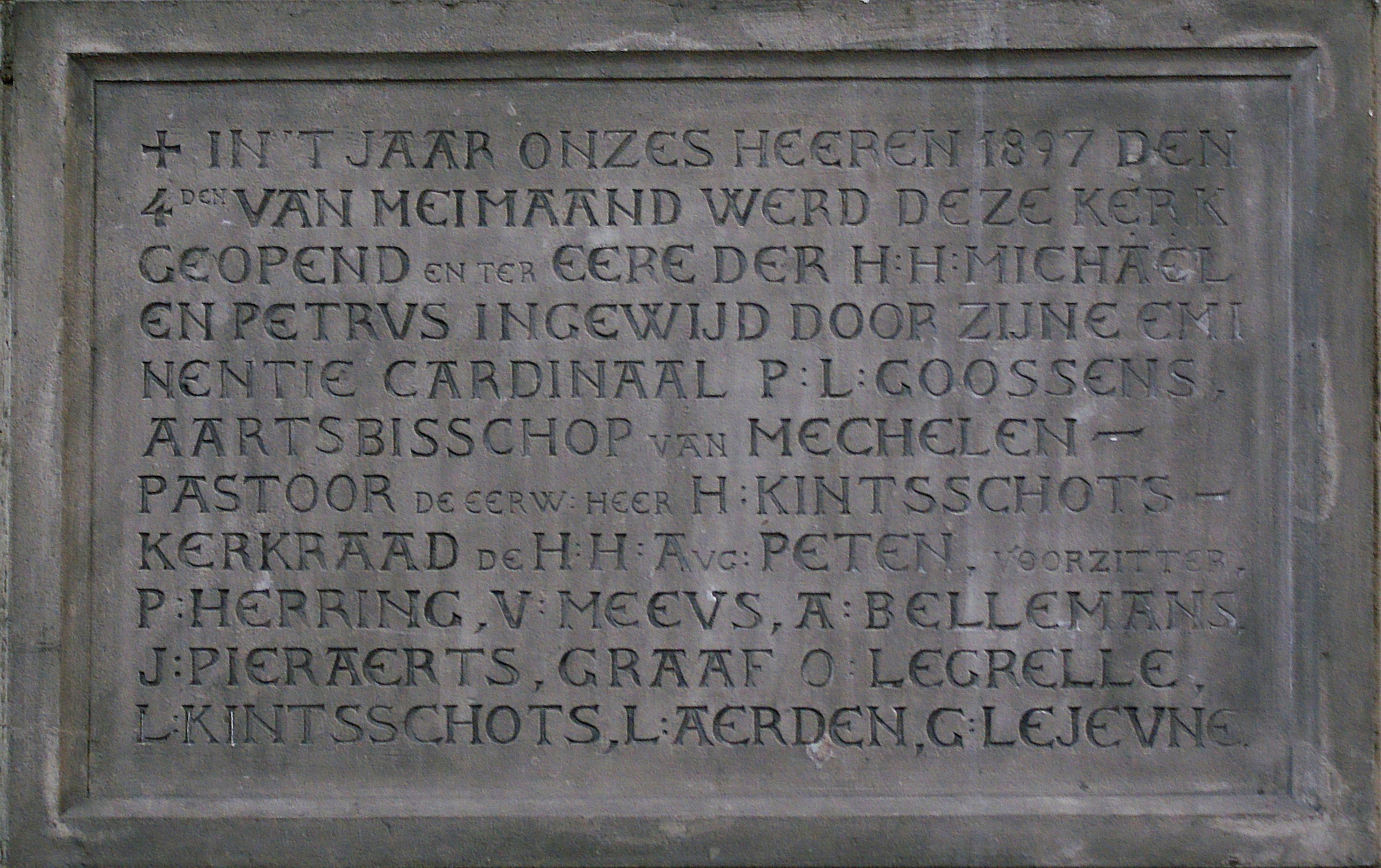
Gedenksteen van de inwijding door Kardinaal Goossens anno 1897.
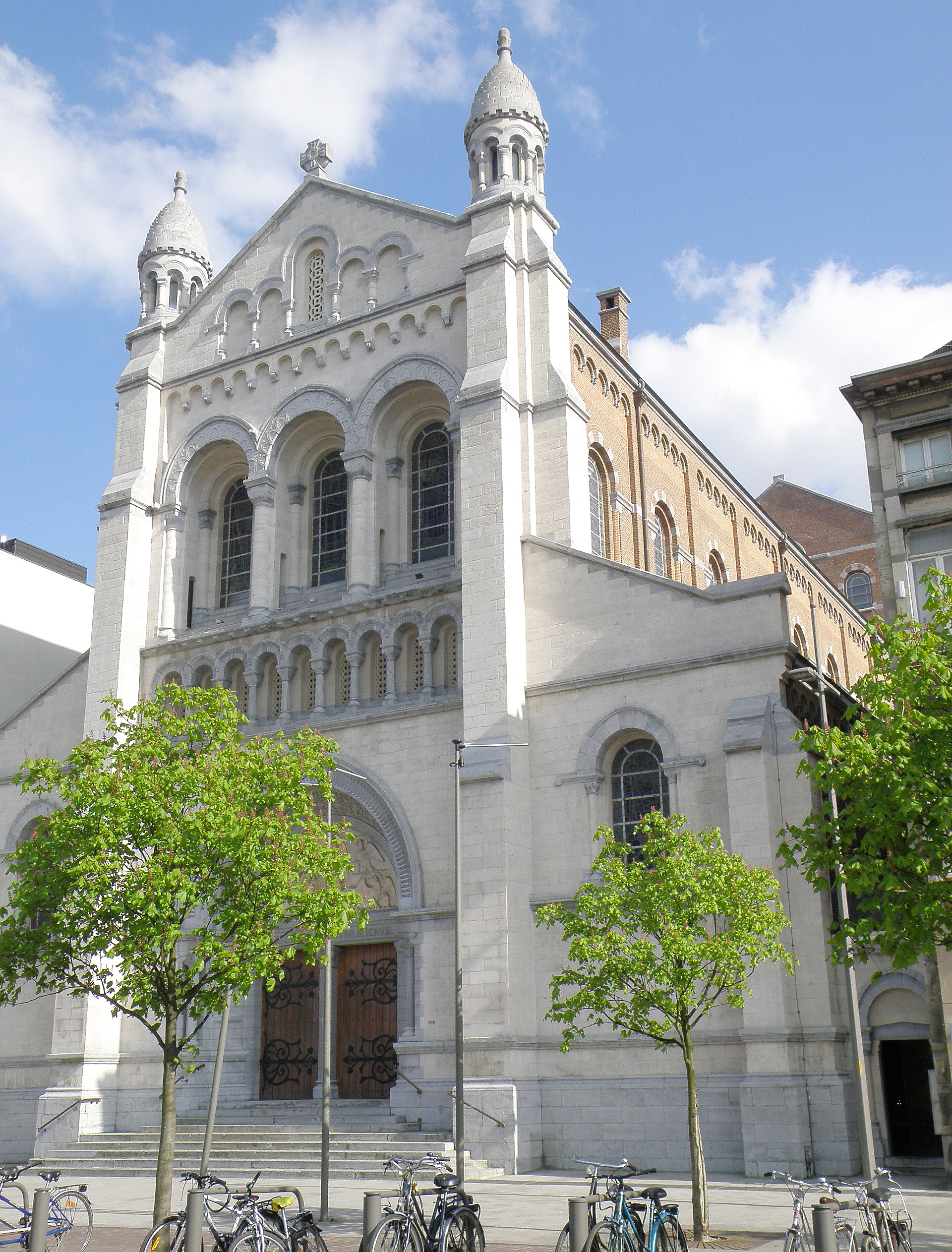
Voorgevel (Kant Amerikalei)
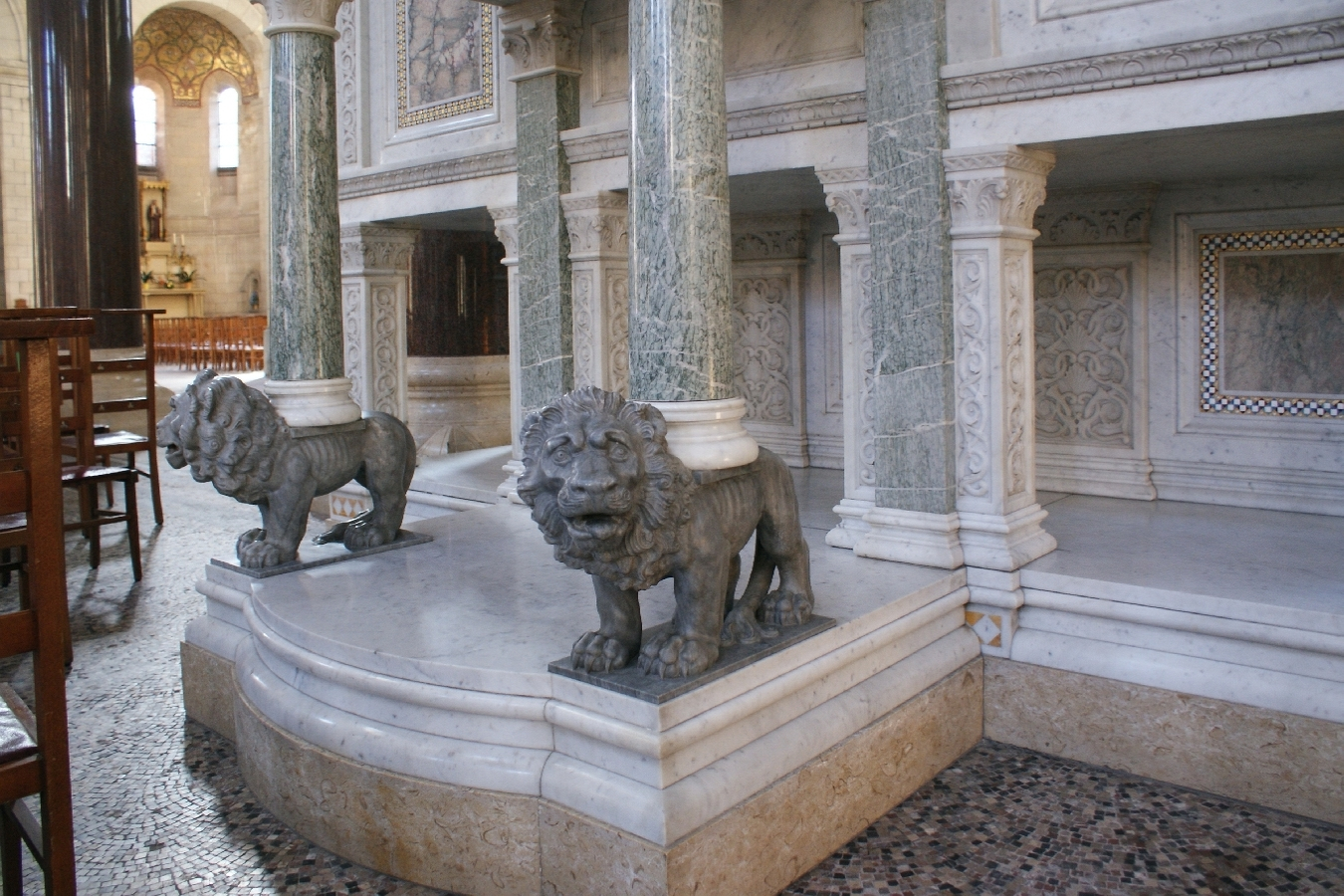
Preekstoel (Detail)